# Atak lotniczy na teatr w Mariupolu
Atak lotniczy na teatr w Mariupolu – zbrodnia wojenna dokonana 16 marca 2022 roku w Mariupolu. W wyniku bezpośredniego trafienia przez bombę lotniczą w budynek teatru zginęło około 300 osób, które szukały w nim schronienia, po tym jak straciły w bombardowaniach w czasie agresji wojsk rosyjskich w 2022 roku własne domy.

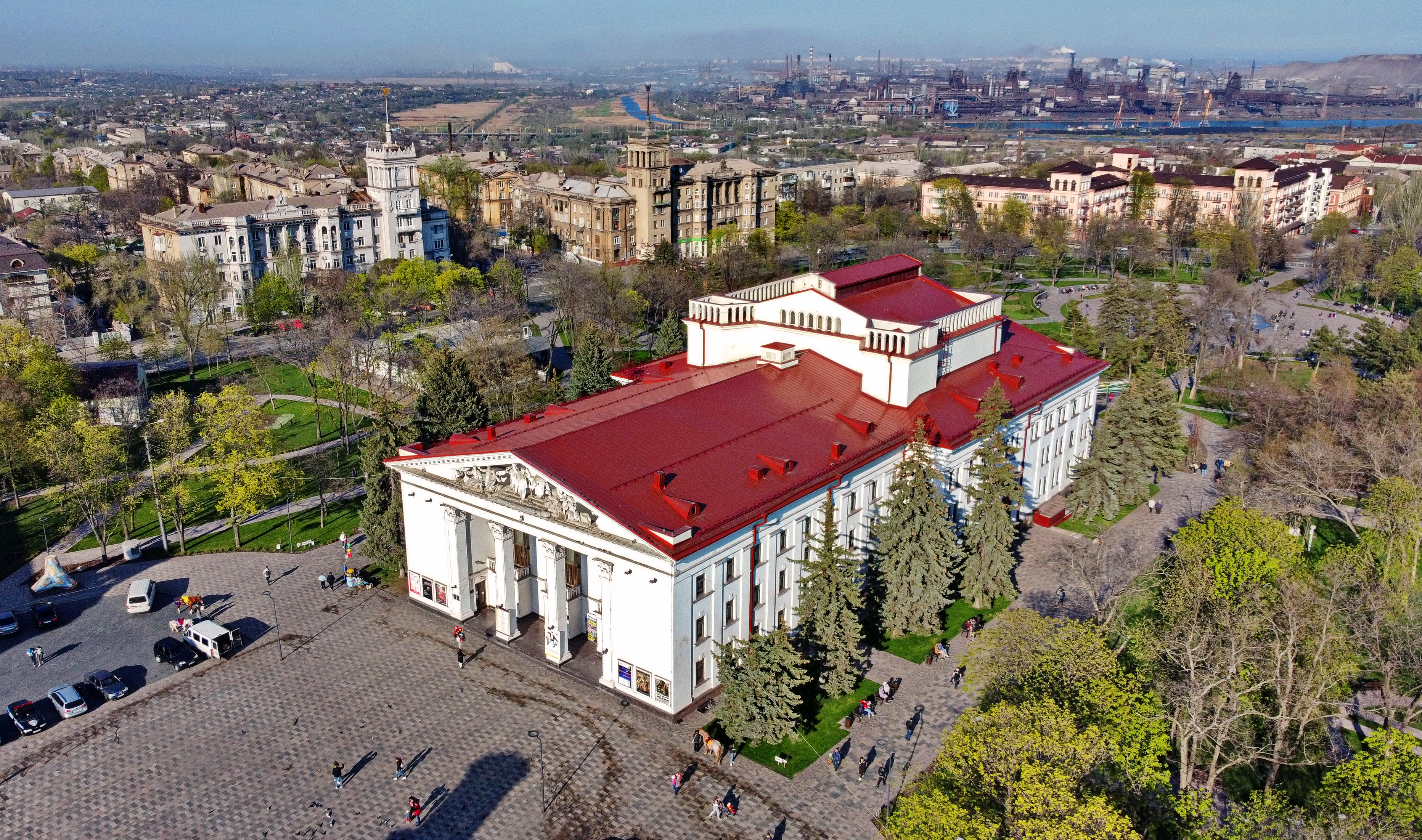
Teatr w 2021 roku

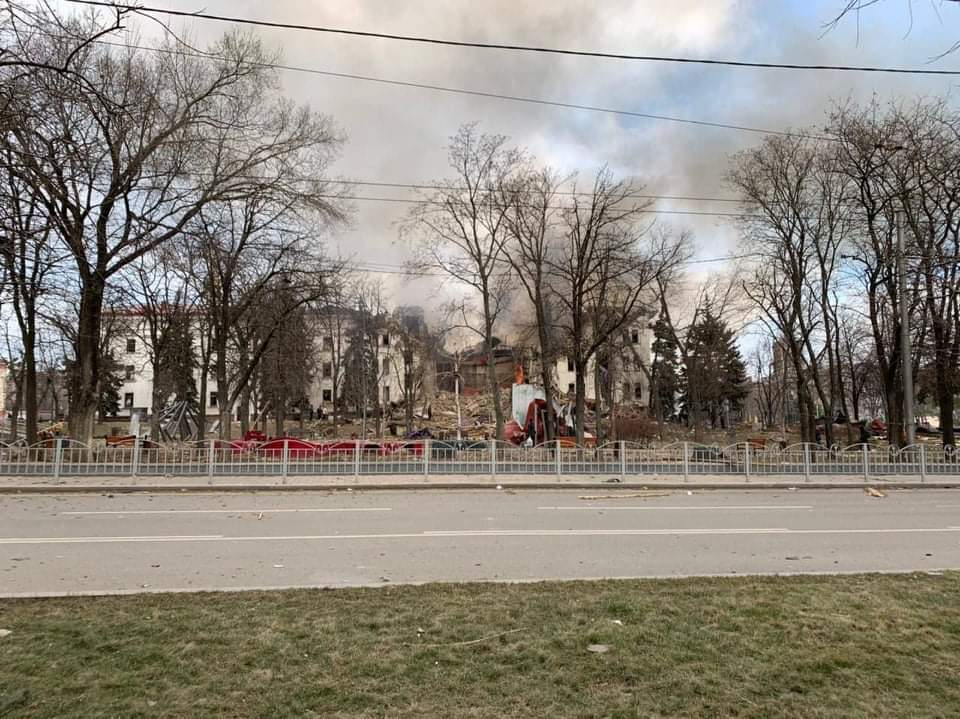
Teatr w dniu 16 marca 2022

Teatr zawiesił działalność 24 lutego 2022 r. z powodu rosyjskiej inwazji na Ukrainę. W trakcie oblężenia Mariupola był wykorzystywany jako schronienie dla mieszkańców oraz uchodźców z pobliskich miejscowości, których mieszkania i domy zostały zniszczone w wyniku rosyjskich nalotów, głównie kobiet i dzieci. Około 12 marca na placu po dwóch stronach budynku namalowano duże, widoczne z powietrza napisy „Dieti” (ros. „dzieci”), aby oznaczyć go jako obiekt cywilny.
Rano 16 marca 2022 r. teatr został zniszczony w wyniku bezpośredniego trafienia naprowadzaną laserowo bombą lotniczą, prawdopodobnie KAB-500L. W chwili ataku wewnątrz mogło znajdować się od 800 do 1300 osób. Schron w piwnicy teatru przetrwał uderzenie, ale wyjście z niego zostało zniszczone. Akcja ratunkowa była utrudniona z powodu trwających walk ulicznych i ostrzału. Zespoły ratownicze mogły usuwać gruz i wydobywać ludzi na powierzchnię tylko w momentach, gdy walki ustawały. Do 18 marca z gruzowiska udało się wydostać ok. 130 osobom. Według mera Mariupola, Wadyma Bojczenki, 19 marca w podziemiach teatru wciąż mogło znajdować się ponad 1000 osób. 25 marca Rada Miasta Mariupol poinformowała, że w wyniku bombardowania teatru zginęło ok. 300 osób.
Minister obrony Ukrainy Ołeksij Reznikow określił atak jako akt ludobójstwa i terroryzm państwowy Rosji. Ministerstwo Obrony Federacji Rosyjskiej zaprzeczyło, jakoby jego siły uderzyły w budynek i oskarżyło pułk „Azow” o wysadzenie go w powietrze.